# Acaciella angustissima
Acaciella angustissima é uma espécie de leguminosa do gênero Acacia, pertencente à família Fabaceae.\\\tf